# 삼성 아티브 탭
삼성 아티브 탭(Samsung ATIV Tab)은 삼성전자에서 2012년 8월 29일 런던에서 개최된 삼성 모바일 언팩행사에서 발표하여, 2012년 12월 14일에 출시한 윈도우 RT 태블릿 컴퓨터이다.
이전에는 윈도우 모바일과 윈도 폰 운영체제 제품에 써오던 이름인 옴니아대신 채택한 이름인 ATIV는 라틴어로 삶(Life)를 뜻하는 Vita를 거꾸로 뒤집어서 그대로 읽은 것이다.

## 연혁
- 2012년 8월 29일 : 삼성 모바일 언팩에서 공개
- 2012년 10월 29일 : 윈도우8 런칭행사에서 공개
- 2012년 12월 14일 : 제품 출시

## exFAT포맷 지원
exFAT포맷을 지원하여 용량이 4 GB이상인 파일을 사용할 수 있으며, 외장메모리에도 이 기술이 적용되었다.

## USB OTG 지원
USB OTG

## 경쟁 기종
- 아이패드 (4세대)

## 같이 보기
- 윈도우 RT
- 삼성 아티브
- 삼성 아티브 S
- 삼성 갤럭시 탭 2 10.1
- 넥서스 10